# Burray
Burray es una isla perteneciente al archipiélago de las islas Orcadas, en Escocia. Se encuentra ubicada al este de Scapa Flow y es una de las islas conectadas mediante puentes con los llamados Churchill Barriers. Los barriers 1, 2, y 3 conectan Burray con Mainland vía los islotes de Glimps Holm y Lamb Holm, y el barrier 4 al sur enlaza con South Ronaldsay.
El principal asentamiento de Burray es Burray Village, antiguamente un puerto pesquero. Burray tiene también un museo de fósiles.
Burray alberga una población de 409 habitantes (2013).
- Datos: Q928684
- Multimedia: Burray / Q928684